# Självporträtt (Lampi)
Självporträtt är en målning av Vilho Lampi (1898–1936) från 1933.
Vilho Lampi har utfört ett flertal självporträtt. Detta avbildar konstnären sittande vid ett bord och rökande en cigarett.
Målningen är deponerad på Ateneum i Helsingfors sedan 1934.

## Andra självporträtt av Vilho Lampi

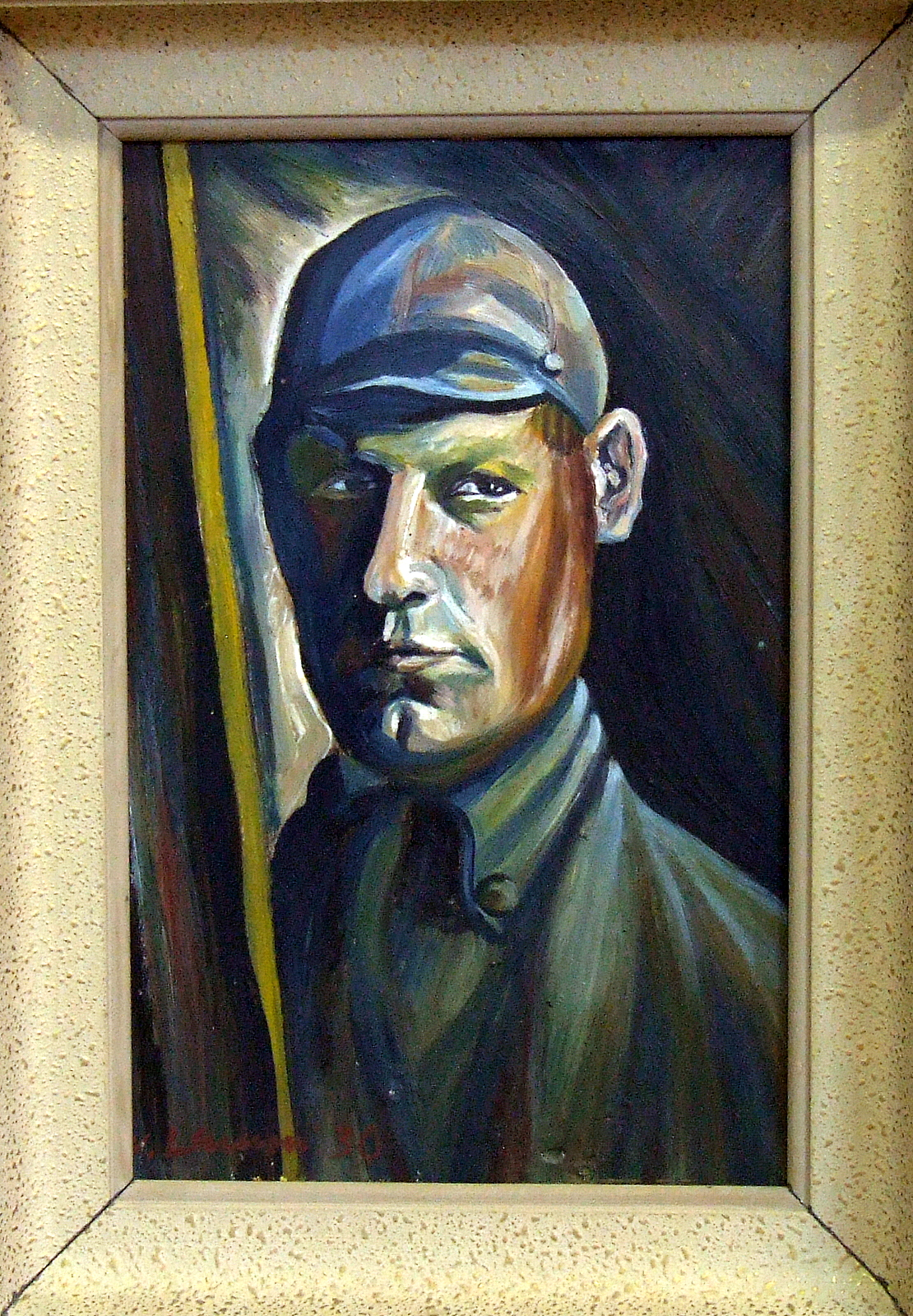
Självporträtt, 1931